# Rossen Stefanow
Rossen Stefanow (bulgarisch Росен Стефанов; * 15. November 1975 in Sofia) ist ein ehemaliger bulgarischer Eishockeyspieler, der fast seine gesamte Karriere beim HK Slawia Sofia verbracht hat. 

## Karriere
Rossen Stefanow spielte den Großteil seiner Karriere beim HK Slawia Sofia, für den er 1998 in der bulgarischen Eishockeyliga debütierte. Lediglich einen Teil der Spielzeit 2000/01 verbrachte er beim İstanbul Paten SK in der türkischen Superliga. 2000, 2002, 2004, 2005, 2008, 2009 und 2010 wurde er mit dem Klub bulgarischer Meister. 2002, 2003, 2004, 2008, 2009 und 2010 gewann er auch den Pokalwettbewerb.

### International
Im Juniorenbereich spielte Stefanow bei den U18-C-Europameisterschaften 1991 und 1992 sowie den U20-C-Weltmeisterschaften 1993 und 1994.
Mit der bulgarischen Herren-Nationalmannschaft nahm Stefanow zunächst an den C-Weltmeisterschaften 1994, 1999 und 2000 sowie den D-Weltmeisterschaften 1996 und 1997 teil. Nach der Umstellung auf das heutige Divisionensystem spielte er 2001, 2002, 2003, 2004, 2005, 2007, 2008, 2009 und 2010 in der Division II.

## Erfolge und Auszeichnungen
- 2000 Bulgarischer Meister mit dem HK Slawia Sofia
- 2002 Bulgarischer Meister und Pokalsieger mit dem HK Slawia Sofia
- 2003 Bulgarischer Pokalsieger mit dem HK Slawia Sofia
- 2004 Bulgarischer Meister und Pokalsieger mit dem HK Slawia Sofia
- 2005 Bulgarischer Meister mit dem HK Slawia Sofia
- 2008 Bulgarischer Meister und Pokalsieger mit dem HK Slawia Sofia
- 2009 Bulgarischer Meister und Pokalsieger mit dem HK Slawia Sofia
- 2010 Bulgarischer Meister und Pokalsieger mit dem HK Slawia Sofia